# Luchthaven Aba Segud
Luchthaven Aba Segud (IATA: JIM, ICAO: HAJM) is een luchthaven bij Jimma, Ethiopië.

## Luchtvaartmaatschappijen en Bestemmingen
- Ethiopian Airlines - Addis Abeba, Asosa, Gambela, Tippi